# Victory Point
Victory Point est un cap du Nunavut au Canada.

## Histoire
Francis McClintock y découvre en 1859 un sextant marqué des initiales de Frederick John Hornby, un des maîtres d'équipage de l'expédition Franklin. Ce sextant est conservé depuis 1982 au Greenwich museum.
Un message dit Victory Point Note, y est aussi trouvé en mai 1859 par William Robert Hobson (lieutenant de l'expédition McClintock) placé dans un cairn sur la côte nord-ouest de l'ile du Roi-Guillaume. Il se compose de deux parties écrites sur un formulaire pré-imprimé de l'Amirauté. La première partie a été écrite après le premier hivernage en 1847 et la deuxième partie a été ajoutée un an plus tard. De la deuxième partie, on peut déduire que le document a été déposé pour la première fois dans un autre cairn précédemment érigé par James Clark Ross en 1830 lors de la deuxième expédition arctique de John Ross.

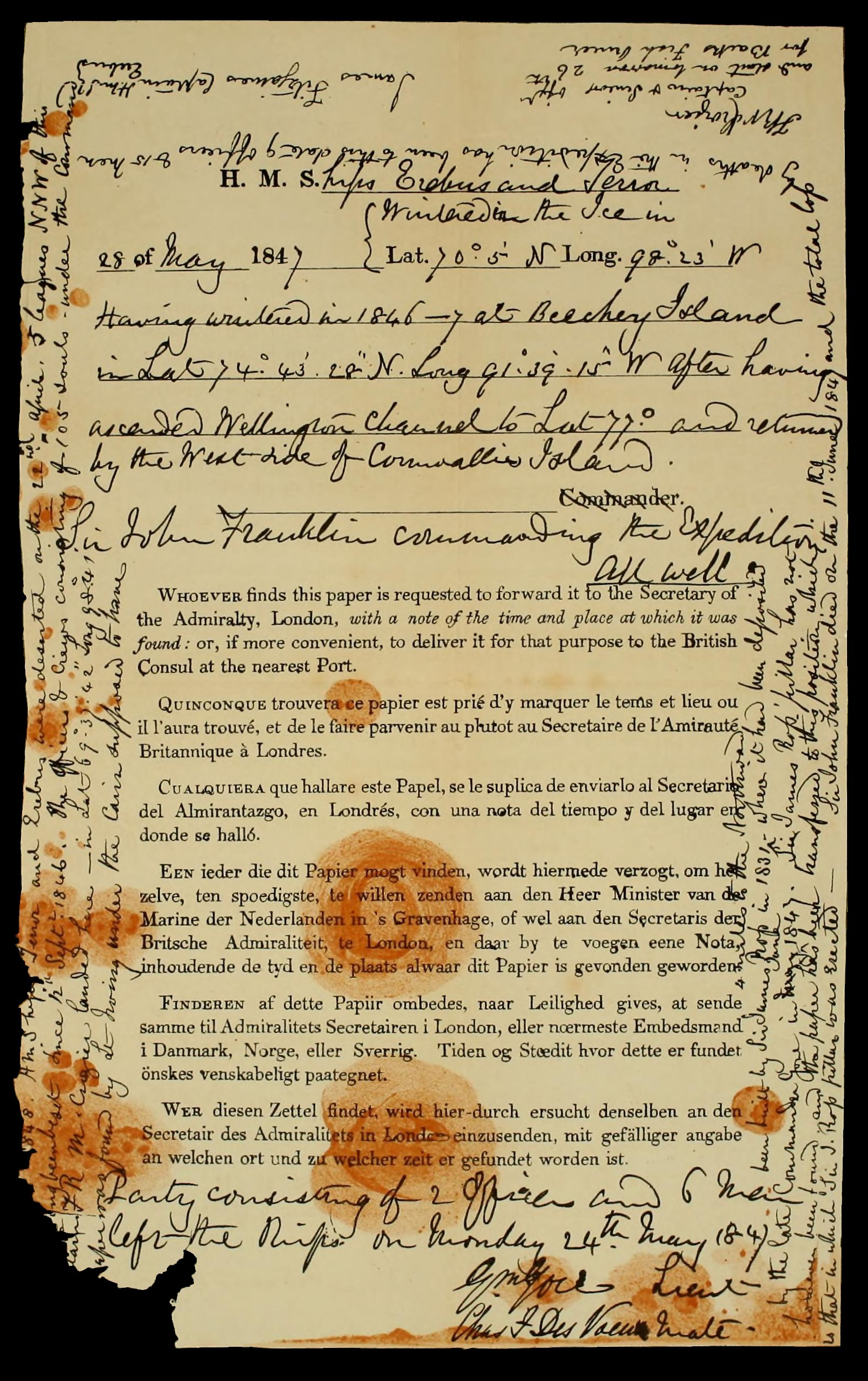
La Victory Point note

Le premier message est écrit dans le corps du formulaire et date du 28 mai 1847 : 

« H.M.S ships Erebus and Terror wintered in the Ice in lat. 70 05' N., long. 98 23' W. Having wintered in 1846–7 at Beechey Island, in lat. 74 43' 28" N., long. 91 39' 15" W., after having ascended Wellington Channel to lat. 77°, and returned by the west side of Cornwallis Island. Sir John Franklin commanding the expedition. All well.
Party consisting of 2 officers and 6 men left the ships on Monday 24th May, 1847.
GM. Gore, Lieut.
Chas. F. Des Voeux, Mate. »

La deuxième et dernière partie est écrite sur les marges du formulaire faute d'espace restant sur le document. Il a vraisemblablement été écrit le 25 avril 1848 : 
« [25th April 1]848 H.M. ships 'Terror' and 'Erebus' were deserted on the 22nd April, 5 leagues N.N.W. of this, [hav]ing been beset since 12th September, 1846. The officers and crews, consisting of 105 souls, under the command [of Cap]tain F.R.M. Crozier, landed here in lat. 69˚ 37' 42" N., long. 98˚ 41' W. [This p]aper was found by Lt. Irving under the cairn supposed to have been built by Sir James Ross in 1831–4 miles to the Northward – where it had been deposited by the late Commander Gore in May-June 1847. Sir James Ross’ pillar has not however been found and the paper has been transferred to this position which is that in which Sir J. Ross’ pillar was erected – Sir John Franklin died on the 11th June, 1847; and the total loss by deaths in the expedition has been to this date 9 officers and 15 men.
James Fitzjames, Captain H.M.S. Erebus.
F.R.M. Crozier, Captain & Senior Offr.

and start on tomorrow, 26th, for Back's Fish River. »
Hobson trouve un deuxième document utilisant le même formulaire de l'Amirauté contenant un double presque identique du premier message de 1847 dans un cairn à quelques kilomètres au sud-ouest de Gore Point. Ce document ne contient pas le second message. D'après l'écriture manuscrite, il est supposé que tous les messages ont été écrits par le commandant James Fitzjames. Comme il n'a pas participé à l'équipe de débarquement qui a déposé les notes à l'origine en 1847, il en est déduit que les deux documents ont été initialement remplis par Fitzjames à bord des navires, le lieutenant Graham Gore et Charles Frederick Des Voeux ajoutant leurs signatures en tant que membres du groupe de débarquement. Ceci est en outre étayé par le fait que les deux documents contiennent les mêmes erreurs factuelles - à savoir la mauvaise date de l'hivernage sur l'île Beechey. En 1848, après l'abandon des navires et la récupération ultérieure du document du cairn de Victory Point, Fitzjames ajoute le deuxième message signé par lui et Crozier et dépose la note dans le cairn trouvé par Hobson onze ans plus tard.
En 1994, David C. Woodman, un écrivain qui s'intéresse à John Franklin, organise et dirige une recherche sur terre dans la région de la baie de Collinson à Victory Point pour chercher une « voûte », désormais enterrée, dont parle le témoignage d'un chasseur inuit Supunger. Une équipe de dix personnes passe dix jours à sa recherche, parrainée par la Société géographique du Canada, et filmée pour l'émission télévisée Focus North de la CBC. Aucune trace de la voûte n'est trouvée.
Une nouvelle expédition est organisée l'année suivante conjointement par Woodman, George Hobson, et l'aventurier américain Steven Trafton, chaque groupe planifiant une recherche distincte. Le groupe de Trafton se rend sur l'île Clarence pour enquêter sur une histoire inuite d'un « cairn d'homme blanc », mais ils ne trouvent rien. Le groupe de Hobson, accompagné par l'archéologue Margaret Bertulli, enquête sur le « camp d'été » situé à quelques kilomètres au sud du cap Felix, où quelques vestiges de l'expédition Franklin sont trouvés. Woodman, avec deux compagnons, se rend au sud de la baie de Wall à Victory Point et examine tous les points le long de la côte susceptibles d'avoir accueilli un camp. Il trouve des boîtes de conserve rouillées sur un lieu de campement inconnu, près du cap Maria Louisa.